# Каналикулит
Каналикулит - воспаление, офтальмопатология слезных канальцев которое развивается на фоне различных заболеваниях век, а также конъюнктив и слезного мешка. Может протекать в острой или в хронической форме. Заболевание может иметь инфекционную природу и этиологию, но в частности развивается и-за микозы, а также наблюдается у больных с конъюнктивитом, отитом и блефаритом.
Нередко причиной может стать ячмень, инородное тело в глазу или отсутствие личной гигиены глаз.
В риске заболевания находятся люди среднего и пожилого возраста, и те, кто страдает от хронических заболеваний глаз.

## Этиология и патогенез

### Бактериальный Каналикулит
Вызываются бактериями - стафилококки, стрептококки, палочка Коха, бледная трепонема, кишечная палочка.
Ряда таких заболеваний как :
Симптоматика зависит от типа возбудителя
| Бактериальная | Стрептококи       | - Скарлатина; - Острый тонзиллит; - Фарингит; - Пародонтит; - Менингит. |
| Бактериальная | Стафилококки      | - Абсцессы; - Пневмонии; - Менингиты; - Сепсис.                         |
| Бактериальная | Бледная трепонема | Сифилис                                                                 |
| Бактериальная | Палочка Коха      | Туберкулёз                                                              |
| Бактериальная | Кишечная палочка  | - Перитонит; - Кольпит; - Менингит.                                     |

### Хроническая форма
Туберкулёзный: отёк с уплотнением, краснота,покраснение, ярко выражена болевая симптоматика, иногда — эрозия с кровоточивостью;
Сифилитический: узел в тканях, необратимо их разрушающий с формированием язв и грубых рубцов.

### Вирусный Каналикулит
Распространённой причиной возникновения каналикулита  является хламидийная инфекция.
а также инфекции распространяющийся воздушно-капельным путем.
| Вирусная | Вирусы герпеса: простые, ветряной оспы, цитомегаловирус | - Конъюнктивит; - Кератит; - Опоясывающий лишай; - Ветрянка; - Инфекционный мононуклеоз; - Цитомегалия. |
| Вирусная | Аденовирус                                              | - Инфекции верхних дыхательных путей; - Тонзиллит; - Отит; - Конъюнктивит.                              |

### Микотический  Каналикулита
| грибки | Candida      | Кандидоз    |
| грибки | Актиномицеты | Актиномикоз |
| грибки | Аспергеллюс  | Аспергиллёз |

#### Симптомы грибкового Каналикулита
Микотическая форма Симптоматика — характерно слезотечение, раздражение слизистых, покраснение внутреннего угла глаза, зуд и жжение. После сна больной замечает образование сухих корочек на веках и ресниц

### Острая и хроническая форма
| Острая      | - Покраснение и отёк кожи в проекции поражённого слёзного канальца; - Ярко выраженный дискомфорт и боли при прикосновении; - Интенсивное слёзоотделение; - Отёк устьев слёзных точек, их возвышение над окружающими тканями; - Слизистые выделения при надавливании на кожу в проекции канальца, которые по мере прогрессирования болезни сменяются на гнойный экссудат.                                                              |
| Хроническая | - Туберкулёзный: отёк с уплотнением, краснота, ярко проявленная болевая симптоматика, иногда — эрозия с кровоточивостью; - Сифилитический: узел в тканях, необратимо их разрушающий с формированием язв и грубых рубцов; - Микотический: несущественное слёзотечение вследствие раздражения конъюнктивальной оболочки, покраснение глазного яблока в области внутреннего угла, скопление в нём сухих корочек после сна, жжение и зуд. |

Острый каналикулит характерно внезапным началом, быстрым нарастанием симптомов, поддается лечению и протекает достаточно легко.Без адекватного лечения или без лечения заболевание переходит в хроническую форму.
хронический каналикулит обычно развивается на фоне инфекционного заболевания, характеризуется частыми рецидивами. Сложно поддается лечению , а также может протекать тяжело.Часто хроническая форма приводит к образованию рубцов и сужений в канальце.

## Лечение
Лечение является  в зависимости от возбудителя.

### Очистка слёзного канальца.
Стратегию и способ лечения воспаления слёзного канала определяет индивидуально лечащий врач, руководствуясь вызывающим фактором, данными диагностики и индивидуальными показаниями пациента. Манипуляция, даёт хорошие результаты при всех видах заболевания.
Врач удаляет скопившиеся массы и промывает протоки антисептиком.

### Лечение основной инфекции.
Препараты подбираются с учётом типа возбудителя. Устранение инфекционной природы подбирается за счёт медикаментозного лечения, препараты которого подбирают исходя из выявленного возбудителя. способом устранения этиологического фактора. Снятие воспалительных процессов.

### метод лечения микотического каналикулита
Врач во время операции удаляет скопившийся гной и промывает полости, хирургическим способом

## Симптомы
- выделения из глаз на поздних стадиях - гнойные.
- Слезотечение.
- Покраснение и боли в внутренних уголках глаз.
- отечная кожа в области слезных точек.
- при надавливании в области слезных точек вызывает боль.

## Профилактика
Специфической профилактики каналикулита нету,но к предотвращению каналикулита относиться соблюдение личной гигиены глаз, а также лечение вовремябактериальных и инфекционных заболеваний, к гигиене глаз относиться уменьшение соприкасание глаз с грязными руками, а так же  тщательное мытье рук после прогулок или контакта с животными, протирание пыли с век, умывание лица утром и вечером. Для полной профилактики  советуются посещать офтальмолога 1 или 2 раза в год.